# William Heath (Politiker)

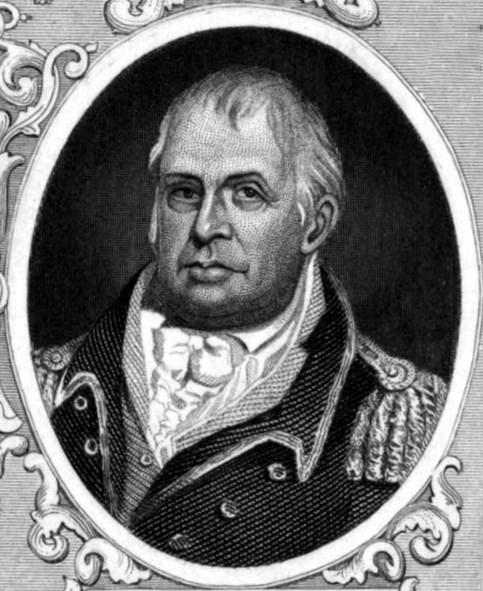
William Heath

William Heath (* 7. März 1737 in Roxbury, Province of Massachusetts Bay; † 24. Januar 1814 ebenda) war ein amerikanischer Landwirt, Offizier und Politiker aus Massachusetts. Er diente während der Amerikanischen Revolution als Generalmajor in der Kontinentalarmee.

## Leben
Heath verbrachte den Großteils seines Lebens auf dem Bauernhof seiner Familie in Roxbury. Seine Familie hatte die Farm im Jahr 1636 errichtet, und dort wurde er auch 1737 geboren. Er betätigte sich aktiv in der Miliz und wurde im Jahr 1760 Hauptmann der Miliz von Suffolk County. Im Jahr 1770 wurde er zum Oberst befördert und war damit auch ihr Anführer.
Im Dezember 1774 ernannte ihn die Revolutionsregierung in Massachusetts zum Brigadegeneral. Er führte die Truppen aus Massachusetts während der letzten Phase der Gefechte von Lexington und Concord im April 1775. Als die Belagerung von Boston begann, widmete sich Heath der Ausbildung der beteiligten Milizen. Im Juni beförderte ihn die Revolutionsregierung von Massachusetts zum Generalmajor; der Kontinentalkongress machte ihn zum Brigadegeneral der Kontinentalarmee.
Im Jahr 1776 nahm Heath an der Verteidigung von New York City teil. Er war einer derjenigen, die General George Washington drängten, die Stadt nicht aufzugeben. Dabei nahm er an den Kämpfen auf Long Island, Harlem Heights und der Schlacht von White Plains teil. Im August wurde er zum Generalmajor der Kontinentalarmee befördert. Im November erfolgte die Ernennung zum Oberbefehlshaber über die Streitkräfte im Hochland des Hudson River.
Hiernach diente Heath vor allem auf Stabsposten im Hinterland, das von der eigentlichen Front entfernt war. Er wurde nach der Schlacht von Saratoga mit der Aufsicht über die feindlichen Soldaten der Convention Army des John Burgoyne betraut, die sich ergeben hatten. Nach dem Hochverrat von Benedict Arnold übernahm er 1780 erneut das Kommando über die Hochlandabteilung.
Nach dem Krieg war Heath Mitglied des Staatsversammlung von Massachusetts (Massachusetts Convention), die die Verfassung der Vereinigten Staaten ratifizierte. In den Jahren 1791–1792 diente er im Staatssenat und als Richter. Als er 1800 zum Vizegouverneur von Massachusetts gewählt wurde, lehnte er das Amt jedoch ab.
Er starb zuhause in Roxbury am 24. Januar 1814 und wurde auf dem Forrest Hills Cemetery auf den Jamaica Hills beerdigt. Dies ist heute ein Stadtteil von Boston.